# Romuald Dębski

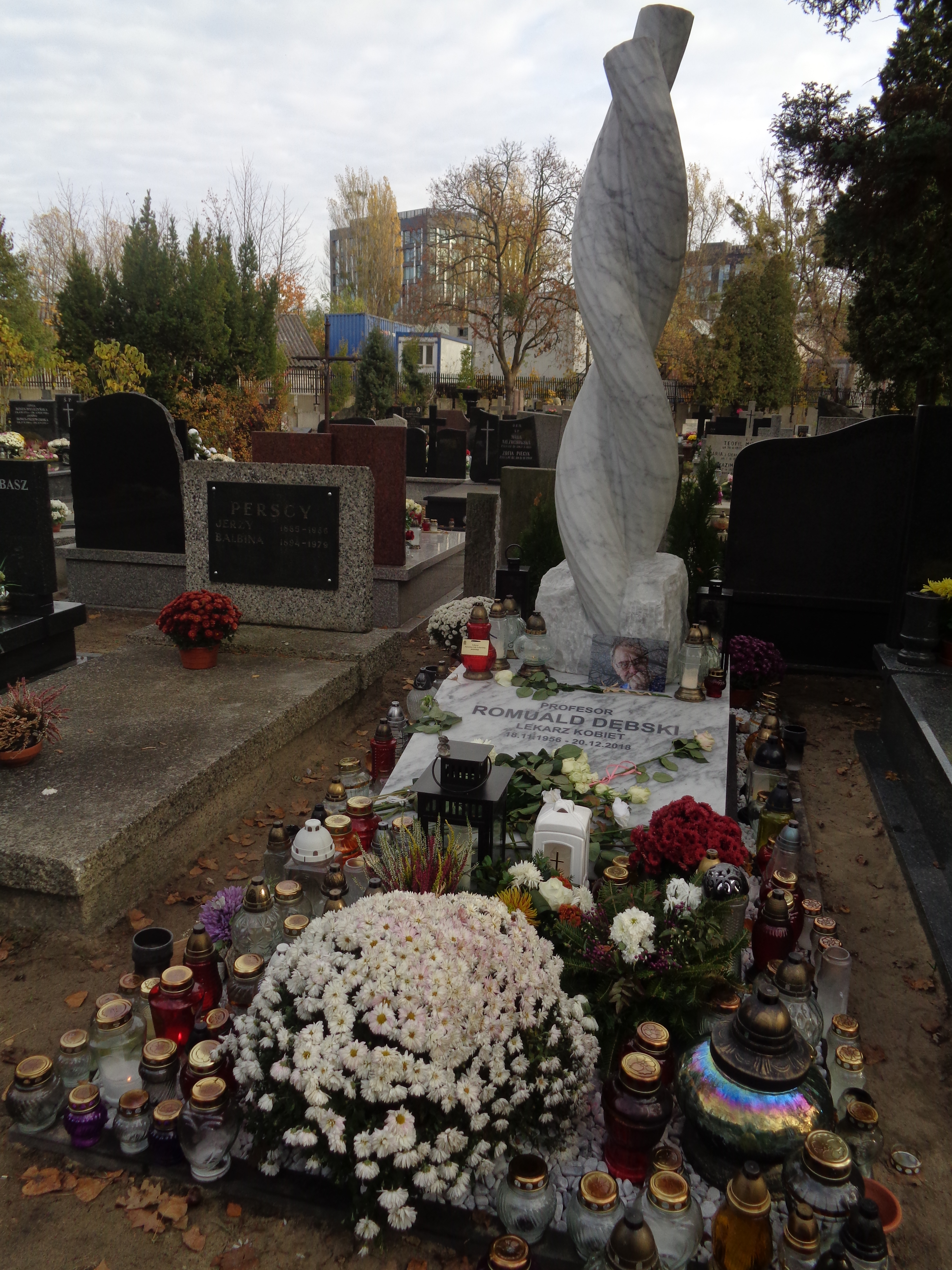
Grób Romualda Dębskiego na Cmentarzu Wojskowym na Powązkach

Romuald Stanisław Dębski (ur. 18 listopada 1956 w Czarnkowie, zm. 20 grudnia 2018 w Warszawie) – polski lekarz ginekolog, nauczyciel akademicki, doktor habilitowany nauk medycznych, profesor nadzwyczajny w Centrum Medycznym Kształcenia Podyplomowego.

## Życiorys
W 1982 ukończył studia medyczne na kierunku lekarskim w Akademii Medycznej w Warszawie. Specjalista w zakresie położnictwa i ginekologii (I stopień w 1985 i II stopień w 1988), perinatologii (2014) oraz endokrynologii ginekologicznej i rozrodczości (2015).
Stopień doktora nauk medycznych uzyskał w 1986 w Akademii Medycznej w Warszawie na podstawie rozprawy pt. Porównanie stężenia ferrytyny i alfa-fetoproteiny w surowicy i płynie owodniowym ciężarnych z ciążą prawidłową i powikłaną konfliktem serologicznym. W 1990 w tej samej uczelni uzyskał stopień doktora habilitowanego na podstawie pracy pt. Punkcje naczyń pępowinowych w diagnostyce i leczeniu konfliktu serologicznego. Od 2001 profesor w Centrum Medycznym Kształcenia Podyplomowego.
Kierownik Kliniki Położnictwa i Ginekologii w Centrum Medycznym Kształcenia Podyplomowego w Szpitalu Bielańskim w Warszawie. Kierowana przez niego klinika kilkukrotnie wygrywała w rankingu Medical Tribune na najlepszy oddział ginekologiczny w Polsce. Założyciel (z żoną Marzeną Dębską) przychodni lekarskiej Dębski Clinic.
Członek państwowych komisji egzaminujących w zakresie m.in. endokrynologii, seksuologii, pielęgniarstwa położniczego i pielęgniarstwa ginekologicznego. Kierownik i organizator kursów specjalizacyjnych i atestacyjnych dla lekarzy specjalizujących się w położnictwie i ginekologii, endokrynologii ginekologicznej i ultrasonografii. Opiekun lekarzy odbywających kształcenie specjalizacyjne. Konsultant wojewódzki w dziedzinie endokrynologii ginekologicznej i rozrodczości dla województwa mazowieckiego. Pełnomocnik Dyrektora ds. Rozwoju w Centrum Medycznym Kształcenia Podyplomowego.
Członek towarzystw naukowych w tym m.in.: Polskiego Towarzystwa Ginekologicznego (wiceprezes), Polskiego Towarzystwa Ultrasonograficznego (członek założyciel), Polskiego Towarzystwa Endokrynologicznego (przewodniczący sekcji ginekologicznej), Polskiego Towarzystwa Medycyny Perinatalnej (sekretarz) oraz Polskiego Towarzystwa Menopauzy i Andropauzy (prezes).
Autor lub współautor blisko 300 publikacji, w tym książek, prac poglądowych i rozdziałów w podręcznikach z zakresu położnictwa i ginekologii, endokrynologii ginekologicznej i diagnostyki ultrasonograficznej.
Syn Alojzego i Krystyny. Był dwukrotnie żonaty. Z pierwszego związku miał dwóch synów, z drugiego trzech.
Został pochowany 4 stycznia 2019 na cmentarzu Wojskowym na Powązkach (kwatera G-0-8).

## Odznaczenia
- Złoty Krzyż Zasługi (2002)[16]
- Medal Komisji Edukacji Narodowej
- Odznaka honorowa „Za Zasługi dla Ochrony Zdrowia”

## Upamiętnienie
- W lutym 2019 jego imieniem nazwano Oddział Ginekologiczno-Położniczy w Szpitalu Bielańskim[17].